# Elburg van Boetzelaer
Elburg van Boetzelaer, även känd som Elburg van Langerak född 1506, död 1568, var en nederländsk abbedissa. Hon var abbedissa i Rijnsburg 1553–1568. Hon var en känd kulturpersonlighet inom den nederländska renässansen. 
Hon var dotter till Rutger V van (den) Boetzelaer-Langerak (1472–1545) och Berta van Arkel-Heukelom, samt syster till Wessel van Boetzelaer, som avrättades för deltagande i den protestantiska bildstormningen 1566. 
Hon efterträdde Maria Schenck van Tautenburg som abbedissa efter en undersökning som visade stora brister i klosterdisciplinen under hennes företrädare, bland annat hade nunnorna tillåtits gäster och danstillställningar. Hon spelade en viktig lokal roll för motreformationen då hon i samarbete med myndigheterna stramade upp klosterdisciplinen, bedrev välgörenhet så som bespisning av fattiga i stor skala och gynnade konsten genom beställningar av konstverk så som ett omtalat altarfönster. 
Senare historiker har betvivlat hennes katolska övertygelse, eftersom hon under den protestantiska bildstormningen Beeldenstorm 1566 lät öppna klostret och låta protestanter predika där: andra historiker har dock påpekat, att hon öppnade klostret sedan hotelser om att det annars skulle stormas, och att hon genom sitt agerande räddade det undan förstörelse.  